# Мерішелу (комуна)
Мерішелу (рум. Mărișelu) — комуна у повіті Бистриця-Несеуд в Румунії. До складу комуни входять такі села (дані про населення за 2002 рік):
- Бирла (385 осіб)
- Домнешть (756 осіб)
- Жейка (126 осіб)
- Мегуреле (286 осіб)
- Мерішелу (433 особи) — адміністративний центр комуни
- Нецень (41 особа)
- Синтіоана (541 особа)

Комуна розташована на відстані 311 км на північний захід від Бухареста, 13 км на південь від Бистриці, 73 км на схід від Клуж-Напоки.

## Населення
За даними перепису населення 2002 року у комуні проживали 2568 осіб.
Національний склад населення комуни:
| Національність | Кількість осіб | Відсоток |
| -------------- | -------------- | -------- |
| румуни         | 2299           | 89,5%    |
| угорці         | 137            | 5,3%     |
| цигани         | 128            | 5,0%     |
| німці          | 4              | 0,2%     |

Рідною мовою назвали:
| Мова      | Кількість осіб | Відсоток |
| --------- | -------------- | -------- |
| румунська | 2381           | 92,7%    |
| угорська  | 131            | 5,1%     |
| циганська | 55             | 2,1%     |
| німецька  | 1              | < 0,1%   |

Склад населення комуни за віросповіданням:
| Релігія                                       | Кількість осіб | Відсоток |
| --------------------------------------------- | -------------- | -------- |
| православні                                   | 2325           | 90,5%    |
| лютерани (Синодально-пресвітеріанська церква) | 121            | 4,7%     |
| п'ятдесятники                                 | 84             | 3,3%     |
| реформати                                     | 13             | 0,5%     |
| греко-католики                                | 11             | 0,4%     |
| римо-католики                                 | 4              | 0,2%     |
| юдеї                                          | 3              | 0,1%     |
| адвентисти                                    | 2              | 0,1%     |
| баптисти                                      | 1              | < 0,1%   |
| не вказали релігію                            | 2              | 0,1%     |